# Нюклиър Бласт
Нюклиър Бласт (на английски: Nuclear Blast) е музикален издател и разпространител (лейбъл), базиран в Донцдорф, Гьопинген и имащ клонове в Германия, Съединените американски щати и Бразилия.
Създаден е през 1987 г. от Маркус Щайгер в Германия и отначало издава хардкор, а по-късно се ориентира към албуми на мелодик дет, грайндкор, пауър метъл и блек метъл групи. Нюклиър Бласт са известни като най-голямата издателска къща в областта на мелодичния метъл, редом с Century Media. Нюклиър Бласт America се разпространява чрез Century Media – част от стратегическо партньорство между двата лейбъла.

## Музика
В самото начало Нюклиър Бласт издава хардкор пънк албуми на групи като Agnostic Front, Attitude и Stark Raving Mad. През 1990 се преориентират към метъла, като понастоящем имат договори с десетки групи, включително Soilwork, In Flames, Dimmu Borgir, Blind Guardian, Meshuggah, Hypocrisy, Therion, Nile и Nightwish.

## История
През 1987 Маркус Щайгер пътува из САЩ и посещава концерт на любимата си група BLAST, на която кръщава и лейбъла си. Първото издание е компилация на винил, наречена Senseless Death (NB 001) и включваща американски хардкор групи като Attitude, Sacred Denial, Impulse Manslaughter и др. Първото издание от 1000 екземпляра се разпродава за 1 година.
След като Щайгер открива групата от Лас Вегас Righteous Pigs, Нюклиър Бласт започват да подписват договори с грайндкор групи като Atrocity, Master и Opprobrium и така си печели световно внимание.
В началото на 90-те блек метълът набира популярност в европейския ъндърграунд и Нюклиър Бласт сключват договори с много групи, вкл. Dimmu Borgir и Dissection, които работят с тях. Популярността на стила не спада и до 1996 някои изпълнители на NB влизат в европейските класации. В края на 1997 Нюклиър Бласт вече има 20 служители и издава тримесечен каталог от 100 страници в 50 страни.
В края на 1990-те NB се разширява в насоката на пауър метъла и разпространява групи като Хамърфол, Helloween, Stratovarius, Sonata Arctica и Blind Guardian.

## Нюклиър Бласт
През 2007 Нюклиър Бласт издава два сборни албума, подобни на Roadrunner United – Into the Light и Out of the Dark.
Into the Light излиза на 7 юни 2007 и съдържа песни, написани от китариста на Rage Виктор Смолски с вокалите на Тобиас Самет от Edguy, Тони Какко от Sonata Arctica, Ханси Кюрш от Blind Guardian и др. Песните са в стиловете хеви, пауър и траш метъл.
Out of the Dark е издаден на 21 септември 2007 и е написан от бившия китарист на Soilwork Петер Вихерс с участието на барабанистите Хенри Ранта и Дирк Вербьорен (също от Soilwork) и редица вокалисти, включително Андерш Фриден от In Flames и Бьорн Стрид от Soilwork.